# Mademoiselle bio
 (avril 2025).
 (mai 2025).
 (mai 2025).
Motif : absence de sources secondaires de qualité, pérennes et indépendantes sur cette entreprise.
- Archive Wikiwix
- Bing
- Cairn
- DuckDuckGo
- E. Universalis
- Gallica
- Google
- G. Books
- G. News
- G. Scholar
- Persée
- Qwant
- (zh) Baidu
- (ru) Yandex
- (wd) trouver des œuvres sur Wikidata

| 1. | Préciser le motif de la pose du bandeau. | Précisez le motif de la pose du bandeau en utilisant la syntaxe suivante : {{admissibilité à vérifier\|date=juin 2025\|motif=remplacez ce texte par le motif}}                        |
| 2. | Informer les utilisateurs concernés.     | Pensez à avertir le créateur de l'article, par exemple, en insérant le code ci-dessous sur sa page de discussion : {{subst:avertissement admissibilité à vérifier\|Mademoiselle bio}} |

Mademoiselle bio est une enseigne française spécialisée dans la distribution de cosmétiques biologiques. Elle propose à la fois une boutique en ligne et un réseau de magasins physiques situés dans plusieurs grandes villes françaises.

## Historique
L'entreprise a été fondée avec l'objectif de démocratiser les soins de beauté certifiés biologiques. Initialement lancée en tant que boutique en ligne, Mademoiselle bio ouvre progressivement des points de vente physiques à Paris, puis en province, notamment à Bordeaux, Toulouse et Nantes.
En 2014, l’enseigne lance sa propre marque de cosmétiques biologiques sous le nom Mademoiselle bio. Cette gamme comprend des soins visage, corps, cheveux et hygiène, développés selon une charte stricte de formulation biologique,.

## Activités
Mademoiselle bio commercialise des produits de soins, maquillage et hygiène certifiés biologiques. L’enseigne distribue des marques partenaires ainsi que ses propres produits sous marque Mademoiselle bio.
En octobre 2021, Mademoiselle bio a lancé sa première gamme de maquillage certifiée bio, comprenant des produits tels que fond de teint, correcteur, blush et mascara. Ces produits sont certifiés COSMOS Organic, 100 % véganes, adaptés aux peaux sensibles et proposés dans des emballages éco-conçus.
La plateforme en ligne propose plus de 4 000 références et offre un service d’échantillons gratuits, ainsi que des conseils personnalisés. L’entreprise met en avant des valeurs liées à l'écologie, à la composition saine des produits et à une sélection rigoureuse des marques distribuées.

## Réseau de distribution
À partir de 2010, l’entreprise développe un réseau de magasins physiques. En 2024, Mademoiselle bio compte une quinzaine de boutiques, principalement en France. Ces points de vente proposent également des soins en institut ainsi qu’un accompagnement beauté.

## Engagements
L’enseigne se positionne comme acteur engagé dans le bio et le développement durable. Elle promeut une sélection de produits certifiés, une politique de transparence sur les ingrédients, et s'engage dans des actions de sensibilisation à la cosmétique responsable.
En 2021, Mademoiselle bio installe un distributeur de produits d’hygiène en vrac dans l’un de ses magasins, renforçant ainsi sa démarche écoresponsable.

## Réception
Mademoiselle bio est considérée comme une enseigne de référence dans la cosmétique biologique. Elle a été mentionnée dans des médias comme L'ADN ou Premium Beauty News et dans des publications de fédérations comme Cosmébio.